# Björn Jadling
Björn Edvard Kenneth Jadling, född 22 mars 1939 i Ludvika, död 4 september 2021 i Ludvika var en svensk vissångare.
Jadlings visgärning var primärt inriktat mot att tolka Dan Andersson. Intresset för dennes lyrik väcktes hos Jadling redan när han var fem år gammal då fadern läste Anderssons "kolarhistorier" för sin son.
2009 mottog han Dan Andersson-priset "för sitt mångåriga, kunniga och envetna arbete med att förmedla och fördjupa arvet efter Dan Andersson i Sverige och i övriga Norden, framförallt på Samsø i Danmark."

## Priser och utmärkelser
• 2003 - Nils Parlingpriset, delat med hustru Barbro Jadling
- 2009 – Dan Andersson-priset

### Fotnoter
1. ↑  Sveriges befolkning 1990, CD-ROM, Version 1.00, Riksarkivet (2011)
2. ↑  ”Til minde om Björn Jadling” (på danska). Samsø Posten. Arkiverad från originalet den 2 december 2023. https://web.archive.org/web/20231202003232/https://www.samsoposten.dk/da/print_posts/60289-til-minde-om-bjorn-jadling. Läst 1 december 2023.
3. 1 2  ”Viskväll vid brasan”. Riksteatern Värmland. Arkiverad från originalet den 11 februari 2015. https://web.archive.org/web/20150211220428/http://www.riksteaternvarmland.se/for-arrangorer/index.php?prodID=335. Läst 5 februari 2012.
4. ↑  ”Jadling får Dan Andersson-pris”. SVT. 22 maj 2009. https://www.svt.se/nyheter/lokalt/dalarna/ludvika-jadling-far-dan-andersson-pris?. Läst 5 februari 2012.